# Гольдштейн, Джудит
Джудит Гольдштейн (англ. Judith Goldstein) — американская писательница, правозащитница и историк. Её работа сосредоточена в основном на многообразии, иммиграции и послевоенной истории Европы и Соединённых Штатов. В 1997 году она основала международную образовательную организацию «Человечество в действии» и является её исполнительным директором. Её литературные произведения находят пристанище в библиотеках по всему миру.
Гольдштейн является автором книги «Пересекая линии: истории евреев и неевреев в трёх общинах», опубликованной в 1992 году William Morrow and Company и «Изобретая Грейт-Нек: еврейская идентичность и американская мечта», опубликованной в 2006 году издательством Ратгерского университета.
Гольдштейн также является президентом центра Somes Pond Center, занимающегося историей ландшафтов и сохранением природы на острове Маунт-Дезерт, штат Мэн. Она входит в совет Центра художественного активизма и Центра Фрэнсиса Перкинса. Она также является членом Совета по международным отношениям.

## Работа в сфере иммиграции и многообразия
После получения докторской степени Гольдштейн начала свою карьеру в области иммиграции и вопросов многообразия в Европе и Соединённых Штатах. В Колумбийском центре устной истории Колумбийского университета она занималась проектом «Этнические группы и американская внешняя политика». В 1980-х годах, после десяти лет работы над этим проектом, Гольдштейн начала работать над своей книгой «Пересекающиеся линии: истории евреев и неевреев в трёх общинах». Книга, опубликованная в 1992 году William Morrow and Company, описывает хронику интеграции еврейских иммигрантов в штате Мэн. Затем Гольдштейн занимала должность исполнительного директора некоммерческой организации «Thanks to Scandinavia».

## Человечество в действии
В 1997 году Гольдштейн основала «Человечество в действии» — международную некоммерческую организацию, которая обучает и объединяет молодых людей, стремящихся стать лидерами в вопросах, связанных с правами человека и меньшинств. Будучи исполнительным директором и основателем, Гольдштейн расширила организацию, включив в неё офисы в Боснии и Герцеговине, Дании, Нидерландах, Польше, Германии и Франции. Программы стипендий отправляют студентов бакалавриата и магистратуры за границу для изучения прав человека, иммиграции и многообразия в Европе и Соединённых Штатах. Гольдштейн является исполнительным директором Humanity in Action.

## Публикации
- The Politics of Ethnic Pressure: The American Jewish Committee Fight Against Immigration Restriction: 1906-1917, New York (Garland Publishing, 1990)[15]
- Crossing Lines: Histories of Jews and Gentiles in Three Communities (William Morrow; March 20, 1992)[3]
- "Alone with Charlotte Salomon," Partisan Review, vol. 1, 2002[16]
- "Anne Frank: the Redemptive Myth," Partisan Review, vol. 1, 2003[17]
- Inventing Great Neck: Jewish Identity and American Dreams (Rutgers University Press, October, 2006)[5]
- Humanity in Action: Collected Essays and Talks (2014)[18]